# Lompnas

Lompnas este o comună în departamentul Ain din estul Franței.